# NGC 4874
NGC 4874 est une vaste galaxie elliptique située dans la constellation de la Chevelure de Bérénice. Sa vitesse par rapport au fond diffus cosmologique est de 7 436 ± 19 km/s, ce qui correspond à une distance de Hubble de 109,7 ± 7,7 Mpc (∼358 millions d'al). Il s'agit de l'une des deux galaxies les plus importantes de l'amas de la Chevelure de Bérénice, avec NGC 4889. NGC 4874 a été découverte par l'astronome prussien William Herschel en 1785.
NGC 4874 a été utilisée par Gérard de Vaucouleurs comme une galaxie de type morphologique E+0 (gE) dans son atlas des galaxies,.

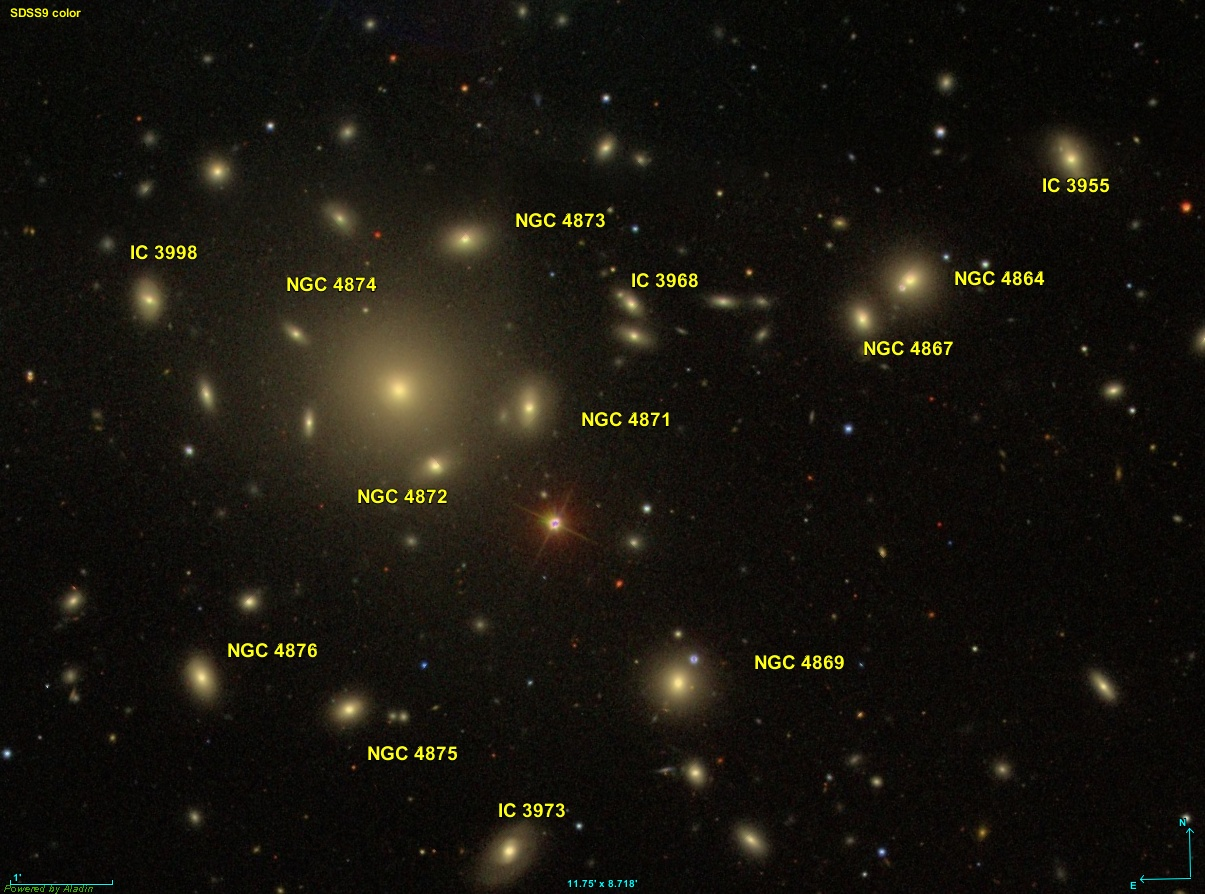
De nombreuses galaxies se trouvent dans la même région de la sphère céleste que NGC 4874, mais selon les sources consultées peu d'entre elles font partie d'un groupe de galaxies. Elles sont cependant à l'intérieur de l'amas de la Chevelure de Bérénice.

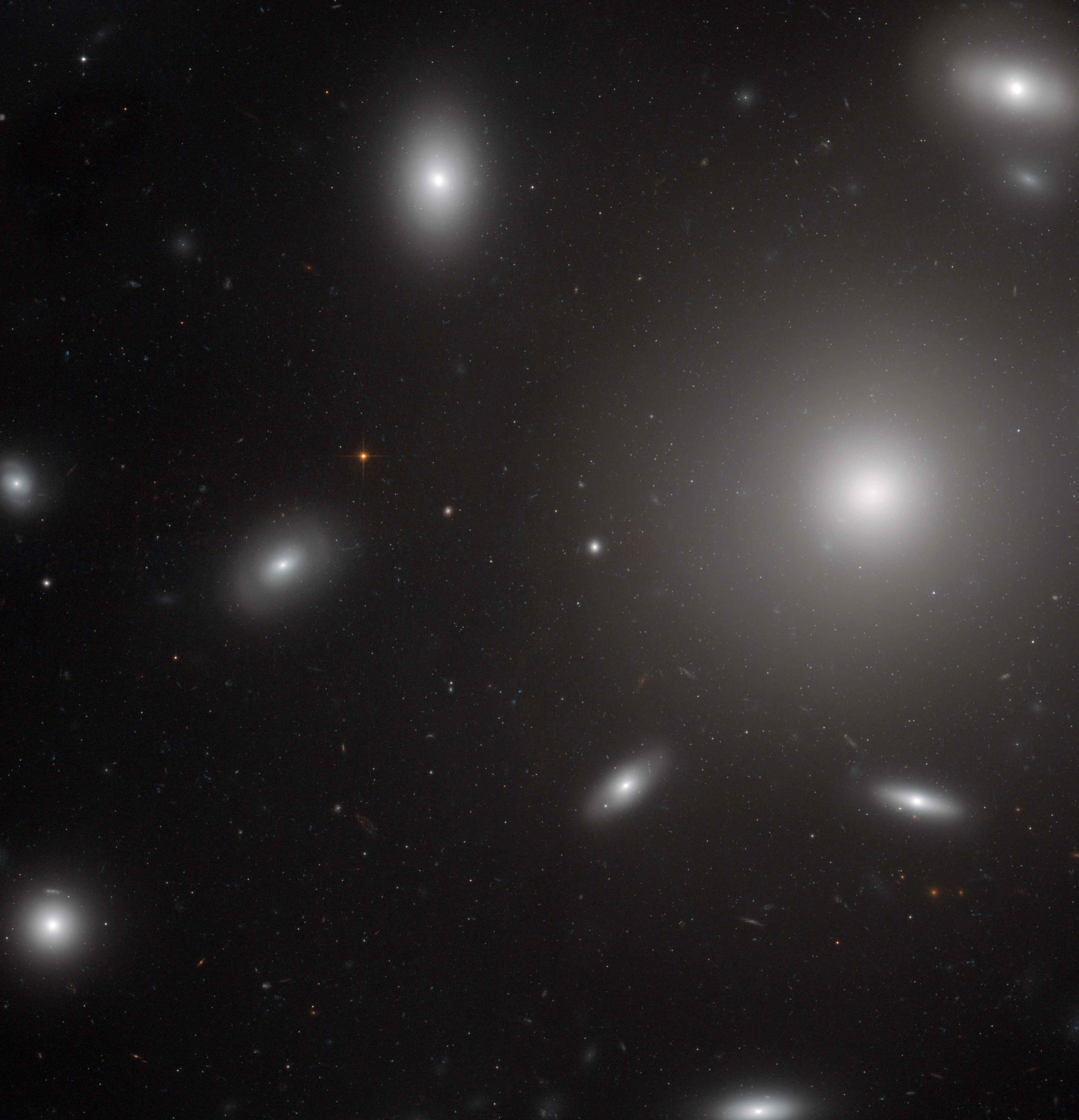
NGC 4874 en haut a droite domine cette image d'une partie de l'amas de la Chevelure de Bérénice. Cette image a été réalisée à l'aide de données captées dans le visible et dans l'infrarouge par le télescope spatial Hubble.

L'image captée par le télescope spatial Hubble a permis de constater qu'il y a un nombre très impressionnant d'amas globulaires dans le halo de NGC 4874, plus de 30 000.
NGC 4874 présente un jet d'onde radio. Des observations en haute résolution réalisées avec le réseau de radiotélescopes VLA montrent que la galaxie présente deux jets symétriques et des lobes se déployant à presque 90° par rapport aux jets.
À ce jour, 70 mesures non basées sur le décalage vers le rouge (redshift) donnent une distance de 96,804 ± 16,452 Mpc (∼316 millions d'al), ce qui est à l'intérieur des valeurs de la distance de Hubble. Notons cependant que c'est avec la valeur moyenne des mesures indépendantes, lorsqu'elles existent, que la base de données NASA/IPAC calcule le diamètre d'une galaxie et qu'en conséquence le diamètre de NGC 4874 pourrait être d'environ 76,6 kpc (∼250 000 al) si on utilisait la distance de Hubble pour le calculer.

## Désignations
La désignation DRCG 27-129 est utilisée par Wolfgang Steinicke pour indiquer que cette galaxie figure au catalogue des amas galactiques d'Alan Dressler. Les nombres 27 et 129 indiquent respectivement que c'est le 27e amas de la liste, soit Abell 1656 (l'amas de la Chevelure de Bérénice), et la 129e galaxie de cet amas. Cette même galaxie est aussi désignée par ABELL 1656:[D80] 129 par la base de données NASA/IPAC, ce qui est équivalent. Dressler indique que NGC 4874 est une galaxie elliptique de type E/S0.
Note : les galaxies NGC 4872 et NGC 4874 sont respectivement identifiées à PGC 44628 et PGC 44624 par Wolfgang Steinicke, ce qui est l'inverse de toutes les autres sources consultées. Les données de NGC 4874 inscrites dans l'encadré sont donc celles de NGC 4872 décrites par Steinicke.

## Histoires, découverte du couple de galaxie NGC 4874 et 4844
Certaines sources attribue la découverte NGC 4872 à William Herschel et celle de NGC 4874 à Heinrich d'Arrest, mais le professeur Seligman affirme que c'est l'inverse. Les positions relevées par Herschel père et fils étaient trop imprécises pour déterminer lequel des nombreuses galaxies de cette région correspond à ses observations. Selon Seligman, il ne fait pas de doute que l'observation notée GC 3347 = JH 1502 = WH II 389 était en fait la galaxie la plus brillante des deux, ce qui signifie que d'Arrest a découvert NGC 4872 et Herschel NGC  4874.

## Supernova
Deux supernovas ont été découvertes dans NGC 4874 : SN 1968B et SN 1981G.

### SN 1968B
Cette supernova a été découverte le 5 février 1968 par l'astrophysicien américano-suisse Fritz Zwicky. Le type de cette supernova n'a pas été déterminé.

### SN 1981G
Cette supernova a été découverte le 2 juin 1981 par l'astronome hongrois Miklós Lovas. Cette supernova était de type Ia.

## Trou noir supermassif
Selon les auteurs d'un article publié en 2002, la masse du trou noir central de NGC 4874 est de 4,27 x 108{\displaystyle M_{\odot }} (108,63{\displaystyle M_{\odot }}).  

## Groupe de NGC 4889
NGC 4874 fait partie du groupe de NGC 4889, la galaxie la plus brillante de ce groupe. Ce groupe de galaxies compte au moins 18 membres. Les autres galaxies du groupe sont NGC 4789, NGC 4807, NGC 4816, NGC 4819, NGC 4827, NGC 4839, NGC 4841, NGC 4848, NGC 4853, NGC 4889, NGC 4895, NGC 4911, NGC 4926, NGC 4944, NGC 4966, NGC 4841A et UGC 8017 (noté 1250+2839 dans l'article de Mahtessian pour CGCG 1250.4+2839).
Le groupe de NGC 4889 fait partie de l'Amas de la Chevelure de Bérénice.